# Кампања сир Од
Кампања сир Од (фр. Campagne-sur-Aude) насеље је и општина у јужној Француској у региону Лангдок-Русијон, у департману Од која припада префектури Лиму.
По подацима из 2011. године у општини је живело 667 становника, а густина насељености је износила 111,73 становника/km². Општина се простире на површини од 5,97 km². Налази се на средњој надморској висини од 251 метар (максималној 560 m, а минималној 239 m).

## Демографија
| 1962. | 1968. | 1975. | 1982. | 1990. | 1999. | 2011. |
| ----- | ----- | ----- | ----- | ----- | ----- | ----- |
| 510   | 520   | 575   | 617   | 641   | 593   | 667   |

График промене броја становника у току последњих година